# Quiina pteridophylla
Quiina pteridophylla är en tvåhjärtbladig växtart som först beskrevs av Radlkofer, och fick sitt nu gällande namn av João Murça Pires. Quiina pteridophylla ingår i släktet Quiina och familjen Ochnaceae. Inga underarter finns listade i Catalogue of Life.